# Rudolf Egg

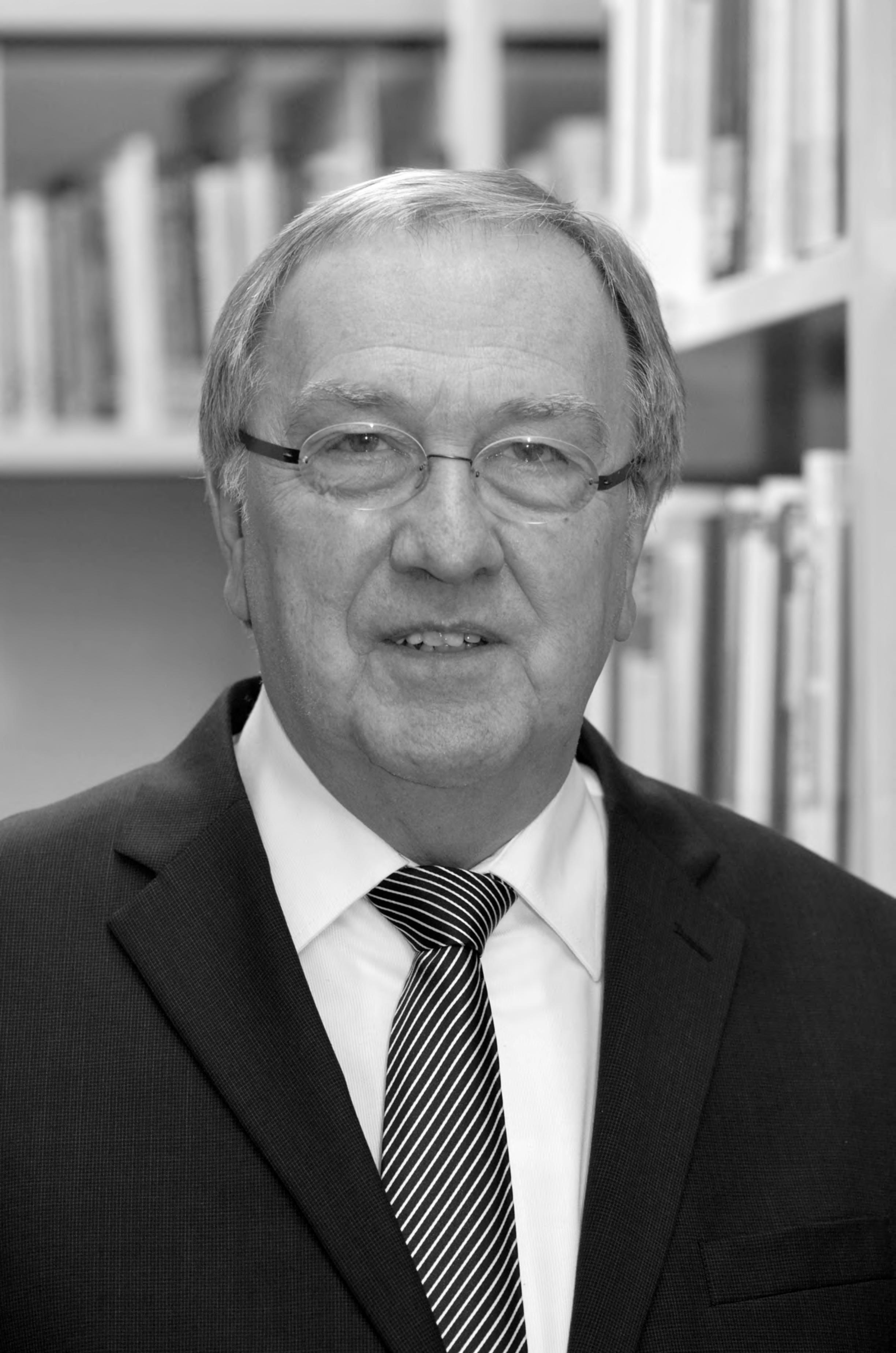
Rudolf Egg

Rudolf Egg (* 21. Juni 1948 in Nürnberg) ist ein deutscher Psychologe und Kriminologe. Sein Schwerpunkt ist Kriminalpsychologie.

## Leben
Rudolf Egg studierte von 1968 bis 1973 Psychologie an der Friedrich-Alexander-Universität in Erlangen. Von 1973 bis 1983 war er als Wissenschaftlicher Mitarbeiter am Institut für Psychologie der Universität Erlangen-Nürnberg tätig. 1979 erwarb er dort den akademischen Grad des Dr. phil. in den Fächern Psychologie, Kriminologie und Psychopathologie; 1983 folgte die Habilitation. Von 1983 bis 1985 vertrat Egg den Lehrstuhl für Psychologie an der Universität Bayreuth. 1990 wurde er zum außerplanmäßigen Professor an der Universität Erlangen-Nürnberg ernannt. 1986 übernahm er die Stelle des stellvertretenden Direktors der neu gegründeten Kriminologischen Zentralstelle des Bundes und der Länder (KrimZ) in Wiesbaden und von 1997 bis 2014, als anlässlich seiner Pensionierung sein Nachfolger Martin Rettenberger eingesetzt wurde, war er deren Direktor.
2005 erwarb Egg das Zertifikat „Fachpsychologe für Rechtspsychologie (BDP/DGPs)“.
Von 2004 bis 2010 war Rudolf Egg Vorstandsvorsitzender der Stiftung Deutsches Forum für Kriminalprävention. In seine Amtsperiode fiel die Berichterstattung an die Ministerpräsidentenkonferenz bezüglich der Konsequenzen aus dem Amoklauf von Erfurt.

## Arbeitsschwerpunkte
Wissenschaftliche Schwerpunkte von Rudolf Egg sind Studien zur Frage der Rückfälligkeit und Behandlung von Straftätern, insbesondere von Sexualstraftätern, sowie Aspekte der Persönlichkeit und Gefährlichkeit von Serientätern. Sein besonderes Interesse gilt der sozialtherapeutischen Behandlung von Straffälligen, ein Thema, mit dem er sich schon in seiner Dissertation und Habilitationsschrift ausführlich auseinandersetzte. Für Gerichte und Justizvollzugsanstalten erstellt Rudolf Egg zudem forensisch-psychologische Gutachten, namentlich zu Kriminalprognose und Vollzugsplanung, aber auch zur kriminalpsychologischen Tatanalyse.

## Öffentliche Wahrnehmung
Egg ist seit Jahren ein gefragter Experte und Gesprächspartner für die deutschen Medien. Er wird häufig zu aktuellen Kriminalfällen befragt, so in der ARD und im ZDF oder von der Frankfurter Allgemeinen Zeitung. Seine Expertise wird speziell herangezogen, wenn es um „Sexuelle Ausbeutung von Kindern“, „Amoklagen“, „Psychotherapie für Sexual- und Gewaltverbrecher in Kooperation mit den Gerichten“ oder auch um „Kannibalismus“ geht. Auf der Grundlage der Strafanzeigen, die im Zusammenhang mit der Silvesternacht 2015/2016 in Köln erstattet und von der Ermittlungsgruppe (EG) Neujahr der Kölner Polizei gesammelt wurden, erstellte Egg 2016 im Auftrag des Parlamentarischen Untersuchungsausschusses IV des Landtags Nordrhein-Westfalen ein Gutachten.

## Schriften (Auswahl)
Als Autor
- Sozialtherapie und Strafvollzug: Eine empirische Vergleichsstudie zur Evaluation sozialtherapeutischer Massnahmen. Haag und Herchen, Frankfurt am Main 1979, ISBN 3-88129-200-4 (Zugleich: Erlangen Nürnberg Universität Dissertation).
- Straffälligkeit und Sozialtherapie: Konzepte, Erfahrungen, Entwicklungsmöglichkeiten. Heymann, Köln 1984, ISBN 3-452-19580-5.
- mit Martin Kurze: Drogentherapie in staatlich anerkannten Einrichtungen. Ergebnisse einer Umfrage. Kriminologische Zentralstelle, Wiesbaden 1989. (3. Auflage. Kriminologische Zentralstelle, Wiesbaden 1991, ISBN 3-926371-05-6).
- Die unheimlichen Richter. Wie Gutachter die Strafjustiz beeinflussen. Bertelsmann, München 2015, ISBN 978-3-570-10242-8.

Als Herausgeber
- mit Walter Toman: Psychotherapie: Ein Handbuch. 2 Bände. Kohlhammer, Stuttgart 1985, ISBN 3-17-008887-4.
- Brennpunkte der Rechtspsychologie: Polizei, Justiz, Drogen. Forum, Godesberg 1991, ISBN 3-927066-34-6.
- Sexueller Mißbrauch von Kindern. (= Kriminologie und Praxis. Band 27). Kriminologische Zentralstelle, Wiesbaden 1999, ISBN 3-926371-44-7.
- Tötungsdelikte – mediale Wahrnehmung, kriminologische Erkenntnisse, juristische Aufarbeitung. (= Kriminologie und Praxis. Band 36). Kriminologische Zentralstelle, Wiesbaden 2002, ISBN 3-926371-55-2.
- „Gefährliche Straftäter“ – eine Problemgruppe der Kriminalpolitik? (= Kriminologie und Praxis. Band 47). Kriminologische Zentralstelle, Wiesbaden 2005, ISBN 3-926371-68-4.
- Extremistische Kriminalität: Kriminologie und Prävention. (= Kriminologie und Praxis. Band 51). Kriminologische Zentralstelle, Wiesbaden 2006, ISBN 3-926371-74-9.
- mit Axel Dessecker: Kriminalstatistiken im Lichte internationaler Erfahrungen (= Kriminologie und Praxis. Band 57). Kriminologische Zentralstelle, Wiesbaden 2009, ISBN 978-3-926371-85-0.
- Psychologisch-psychiatrische Begutachtung in der Strafjustiz (= Kriminologie und Praxis. Band 63). Kriminologische Zentralstelle, Wiesbaden 2012, ISBN 978-3-926371-97-3.